# Apache Directory
Apache Directory es un proyecto de la Apache Software Foundation dedicado a crear soluciones en torno a los servicios de directorio. En el contexto de este proyecto, las tecnologías más relevantes son Lightweight Directory Access Protocol y Kerberos; para ambos protocolos Apache Directory ofrece implementaciones libres en Java bajo Licencia Apache. 
En la actualidad existen los siguientes subproyectos:
- Apache Directory Server - un servidor LDAP implementado en Java
- Apache Directory Triplesec - un servidor que soporta una autenticación de dos factores
- Apache Directory Studio - herramienta basada en Eclipse para LDAP los servicios de directorio

## Historia
Su origen es un proyecto en SourceForge, fundado por Alex Karasulu en 2002, llamado LDAPd y que tuvo como objetivo la implementación de un servidor LDAP en Java. En octubre de 2003, las fuentes fueron transferidas al Incubador de la Apache Software Foundation, transformándose en un nuevo proyecto Apache en 2005.
En octubre de 2006 se publicó la versión 1.0 de Apache Directory Server. Se trata del primer servidor LDAP de código abierto que recibió la certificación por parte de Open Group como sistema compatible con los estándares correspondientes. 
Alex Karasulu sigue colaborando con el proyecto en calidad de arquitecto y desarrollador, pero desde marzo de 2007 ya no lo preside. 